# Nicolaas Dirk Haasbroek
Nicolaas Dirk Haasbroek (Alkmaar, 29 juli 1899 – Bergen (NH), 1 juli 1985), was een Nederlands landmeter, lector aan de TU Delft en wetenschapshistoricus op het gebied van de landmeetkunde. 

## Leven
Nicolaas Dirk Haasbroek werd in 1899 in Alkmaar geboren als zoon van Henri Jacques Haasbroek (1872-1949) en Anna Maria Amse (1874-1961). Zijn vader werkte onder andere als kantoorbediende en deurwaarder. Bij koninklijk besluit van 3 september 1921, Staatsblad no. 1047 behaalde Haasbroek het diploma landmeten aan de Landbouwhogeschool Wageningen. 
Op 2 december 1925 trad hij in Alkmaar in het huwelijk met de in Amsterdam geboren Guurtje (Truus) Hessels (Amsterdam, 1 februari 1898 - Rijswijk, 27 februari 1976). Zijn vrouw was voor de Tweede Wereldoorlog een succesvol amateurfotografe, die ook exposeerde. Na eind jaren twintig lessen te hebben gevolgd bij J.J. Aarts had zij in 1934 haar eerste privé-tentoonstelling in het NAFV-gebouw in Amsterdam. In 1937 maakte zij samen met Bernard Eilers en Henri Berssenbrugge deel uit van de jury voor de tentoonstelling Gouden Fotoschouw ter ere van het 50-jarig jubileum van de Nederlandse amateurfotografie vereniging (NAFV). In 1939 was Nicolaas Haasbroek enige tijd waarnemend voorzitter van de NAFV. Samen maakten zij in deze periode reizen naar Bretagne en Italië. 
Na de oorlog woonde hij in Rijswijk en Bergen. Zijn vrouw overleed in 1976, Haasbroek overleed vijf jaar later.

## Werk
Haasbroek was aanvankelijk werkzaam bij het Amsterdams kadaster. Na de Tweede Wereldoorlog werkte hij als lector aan de TU Delft. Van zijn hand verschenen diverse boeken. Zo verscheen in 1949 van zijn hand Nomografie : leerboek voor hen die zelf nomogrammen willen ontwerpen, berekenen en construeren en in 1962 bij de Rijkscommissie van geodesie Stereo monograms.  
Aan het einde van zijn leven verlegde hij zijn publicaties naar de wetenschapsgeschiedenis van de landmeetkunde. In 1968 verscheen van zijn hand een invloedrijk boek, Gemma Frisius, Tycho Brahe and Snellius and their triangulations, waar hij de geschiedenis van de landmeetkunde in de vroegmoderne tijd bespreekt aan de hand van werken van Gemma Frisius, Tycho Brahe en Willebrord Snel van Royen. Dit werk wordt tot op heden veel geciteerd. Reeds twee jaar eerder had hij in Een analyse van Snellius' basesnetten in de omgeving van Leiden uit de jaren 1615 en 1622 kritiek gegeven op de analyse door Pieter van Musschenbroek over Snellius' commentaar op diens eigen uitbreiding van het basisnet richting Mechelen.
In 1972 en 1974 verschenen twee boeken; Investigation of the accuracy of Stamkart's triangulation (1866-1881) in the Netherlands (1972) en Investigation of the accuracy of Krayenhoff's triangulation (1802-1811) in Belgium, The Netherlands and a part of North Western...  (1974). In 1977 verscheen van zijn hand Prof. F. Kaiser en S. H. de Lange in hun relatie tot de astronomische plaatsbepalingen van omstreeks 1850 in het voormalige Ned. Indië..

## Voetnoten
1. ↑  Ingeborg Th. Leijerzapf over het leven van Truus Haasbroek-Hessels
2. ↑  Truus Haasbroek-Hessels op www.fotografen.nl
3. ↑  N.D. Haasbroek, Een analyse van Snellius' basesnetten in de omgeving van Leiden uit de jaren 1615 en 1622, in: Tijdschrift voor Kadaster en Landmeetkunde, 82e jaargang, nr. 2 (april 1966), blz. 49-73.
4. ↑  Prof. F. Kaiser en S. H. de Lange in hun relatie tot de astronomische plaatsbepalingen van omstreeks 1850 in het voormalige Ned. Indië. Delft, 1977. Offset, 280 blz. met tabellen en tekeningen. Uitgave van de Rijkscommissie voor Geodisie te Delft. (Bibl. N.G.V. 5375).